# 沙里夫卡 (赫梅利尼茨基州)
49°13′5″N 26°56′54″E / 49.21806°N 26.94833°E

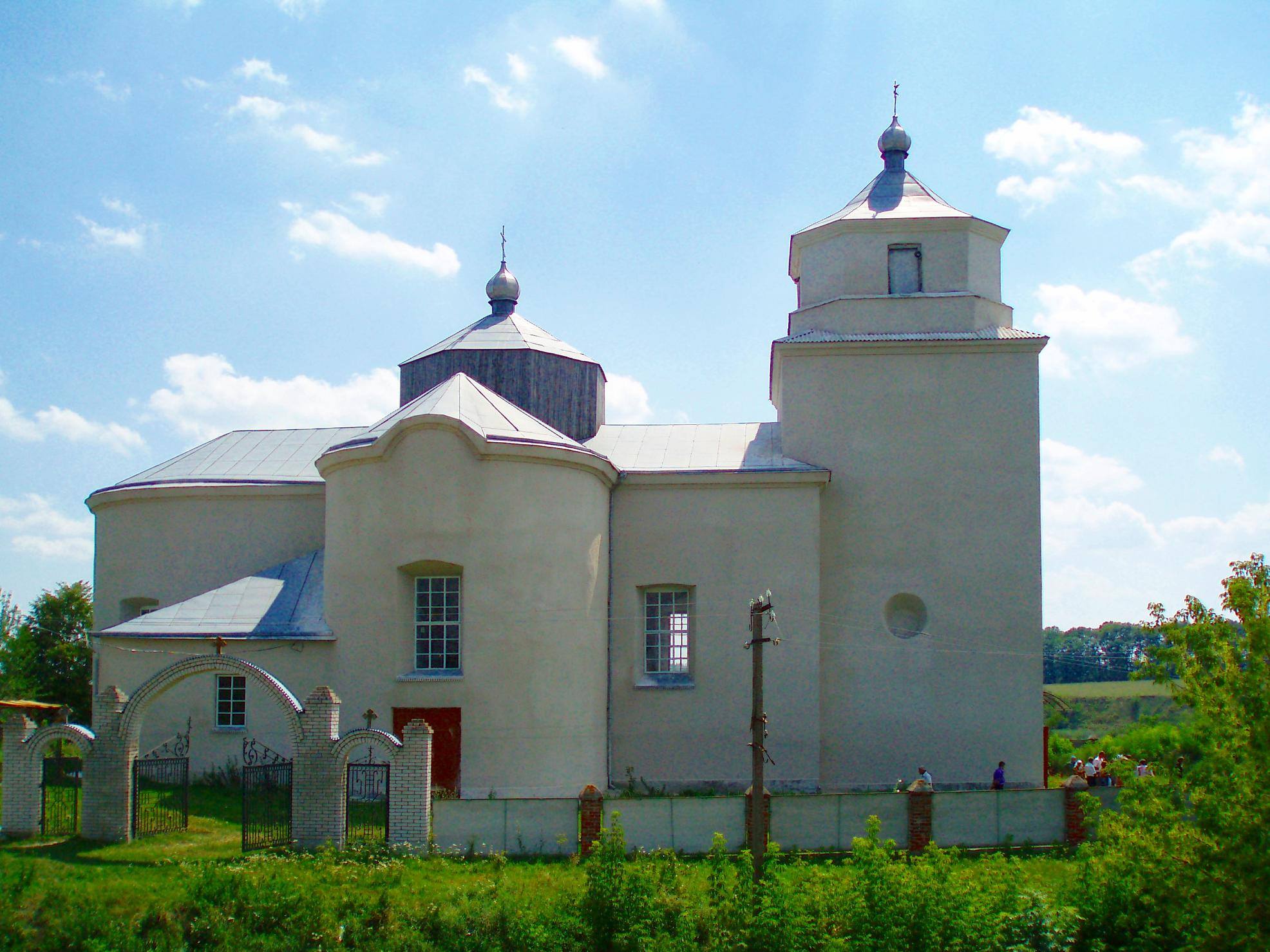

沙里夫卡（烏克蘭語：Шарівка）是位於烏克蘭西部的村莊，由赫梅利尼茨基州裡赫梅利尼茨基區的亞爾莫林齊市鎮負責管轄。該村面積2.94平方公里，海拔高度275米，2001年人口1,212，人口密度每平方公里412.1人。